# Kirchseeon
Kirchseeon ist eine Marktgemeinde im oberbayerischen Landkreis Ebersberg. Bis 1939 trug die Gemeinde noch den Namen des heutigen Ortsteils Eglharting.

## Geografie

### Lage
Kirchseeon liegt in der Region München im Alpenvorland in einer eiszeitlichen Moränenlandschaft am Südrand des Ebersberger Forstes rund 26 km östlich der Landeshauptstadt München, 7 km nordwestlich von Grafing, 31 km südlich von Erding und 7 km von der Kreisstadt Ebersberg entfernt. Eine gute Verkehrsanbindung ist durch die Bundesstraße 304 und die Bahnstrecke München–Rosenheim gewährleistet. Zum Flughafen München sind es etwa 46 km und zur A 99 (Anschlussstelle Haar) 12 km.

### Gemeindegliederung
Es gibt neun Gemeindeteile (in Klammern ist der Siedlungstyp und Einwohnerzahl 2022 angegeben):
- Buch (Kirchdorf, 235 Einwohner)
- Diana (Forsthaus)
- Eglharting (Kirchdorf, 3572 Einwohner, inkl. Neukirchen)
- Forstseeon (Dorf, 54 Einwohner)
- Ilching (Weiler, 44 Einwohner)
- Kirchseeon (Hauptort, 6971 Einwohner, inkl. Kirchseeon Dorf)
- Neukirchen (Einöde)
- Osterseeon (Dorf, 118 Einwohner)
- Riedering (Dorf, 81 Einwohner)

### Siedlungsstruktur
Nach dem Zweiten Weltkrieg sind durch die einsetzende Bebauung vor allem mit einzelstehenden Häusern die bis dahin isolierten Gemeindeteile Eglharting, Kirchseeon und Kirchseeon-Dorf entlang der Bundesstraße 304 (München-Wasserburg) zu einem langgestreckten Markt mit einem Ortskern in Kirchseeon-Bahnhof und einem Unterkern in Eglharting verschmolzen. In beiden Zentren finden sich Supermärkte, im Gemeindeteil Kirchseeon findet sich eine Vielzahl kleinerer und mittlerer Geschäfte.
Entlang der B 304 und der viergleisigen Bahnlinie sind die Grundstücke Verkehrslärm ausgesetzt. Im Gegensatz dazu sind die Randgebiete sehr ruhig, auch bedingt durch die nördlich und südlich gelegenen Wälder.

### Nachbargemeinden
Nachbarn sind die Gemeinden Bruck, Ebersberg, Moosach und Zorneding und das gemeindefreie Gebiet Eglhartinger Forst.

### Natur
Folgende Schutzgebiete berühren das Gemeindegebiet:
- Landschaftsschutzgebiet Schutz des Endmoränenzuges zwischen der Stadt Ebersberg und dem Markt Kirchseeon als LSG (LSG-00339.01)
- Landschaftsschutzgebiet LSG "Kirchseeoner Moos"  (LSG-00529.01)
- Fauna-Flora-Habitat-Gebiet Ebersberger und Großhaager Forst (7837-371)

## Geschichte

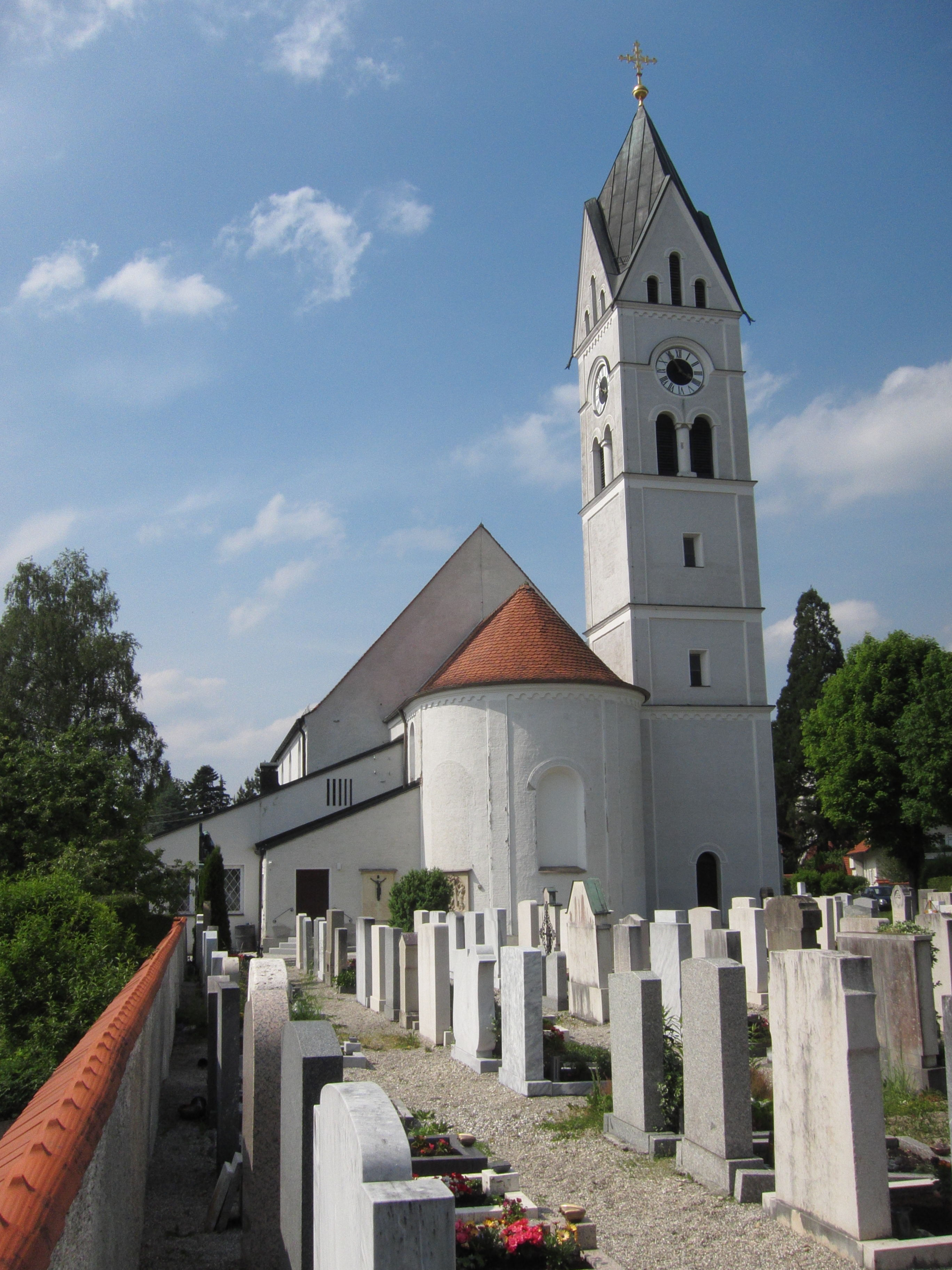
Katholische Pfarrkirche St. Joseph

Die heutige Bundesstraße 304 folgt der Route der alten Salzstraße, die von Salzburg und Bad Reichenhall über Wasserburg Richtung München und weiter nach Augsburg führte.
Buch ist der älteste Gemeindeteil der Gemeinde Kirchseeon, der schon 809 erstmals urkundlich erwähnt wurde. 842 wird ein Ort namens Sevun erstmals urkundlich erwähnt (zu althd. seu ‚See‘). Der Name Chirichsewe erscheint erstmals im 14. Jahrhundert. Kloster Ebersberg unterhielt in Kirchseeon bis zur Säkularisation ein kleines Nebenkloster. 

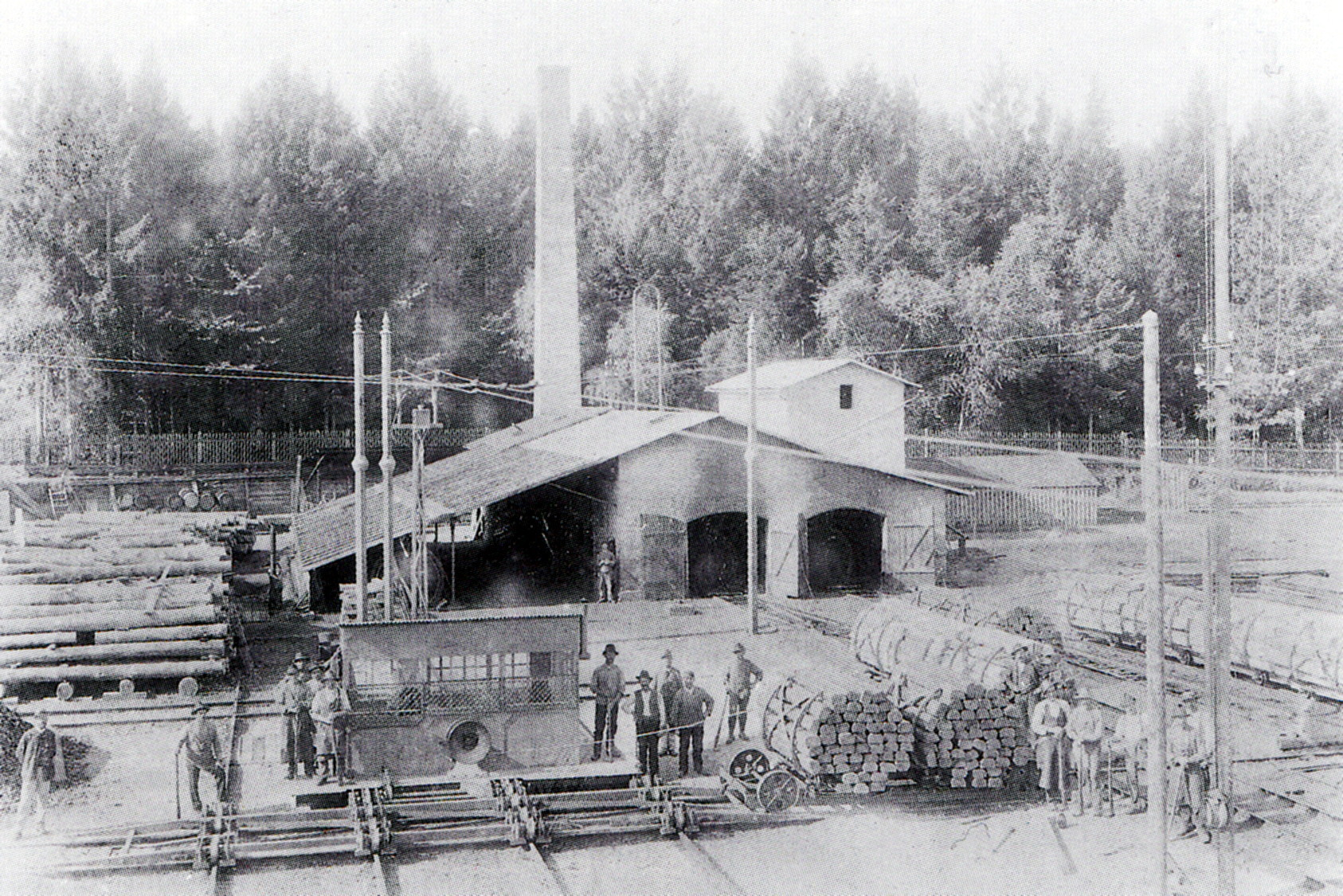
Teeröl-Schwellenimprägnieranlage von 1869 bis 1910 im Schwellenwerk Kirchseeon

Das heutige Zentrum Kirchseeons entstand 1868, als die Eisenbahn von München nach Rosenheim gebaut wurde und im dichten Wald zwischen den Dörfern Kirchseeon und Eglharting eine Fabrik zur Herstellung der benötigten Schwellen errichtet wurde. Die Eisenbahnlinie wurde 1871 eröffnet. Ab 1892 war die Linie zweigleisig. Die neue Siedlung Kirchseeon-Bahnhof entwickelte sich rasch. 
Als nach 1889 ein Großteil der umliegenden ausgedehnten Waldungen dem Fraß des Nonnenschmetterlings zum Opfer fiel und nicht nur das Schwellenwerk erweitert, sondern noch mehrere Privatsägen erbaut wurden, überflügelte die Einwohnerzahl Kirchseeons die der anderen Ortsteile. Sie stieg in Kirchseeon von 139 im Jahre 1880 auf 600 im Jahre 1896. Die Arbeiter, die damals noch ihr Werkzeug selbst mitbringen mussten, kamen unter anderem aus der Schweiz, Kärnten und dem Bayerischen Wald. In der 1818 entstandenen Gemeinde Eglharting, zu der Kirchseeon damals gehörte, wehrte man sich gegen deren Zuzug. In einer Abstimmung forderten 37 der 40 stimmberechtigten Bürger, dass man Kirchseeon von Eglharting abspalte. Am 28. März 1939 wurde stattdessen die Gemeinde von Eglharting in Kirchseeon umbenannt. Ortsteile waren auch noch die Dörfer Buch und Kirchseeon-Dorf sowie die Weiler Forst- und Osterseeon, Neukirch, Ilching und Riedering. 
Gleichzeitig erfolgte kirchlicherseits die Erhebung zu einer Pfarrkuratie. Die neoromanische Pfarrkirche St. Joseph (Arbeiterpatron) wurde äußerlich stark an die Münchner Basilika St. Benno angelehnt. Nach der Zerstörung im Zweiten Weltkrieg, bedingt durch die Nähe zu den Schwellenwerken, erfolgte anschließend eine sehr vereinfachte Erneuerung. 
1959 wurde der Ort zum Markt erhoben. Da auch die Einwohnerzahl von Eglharting stark angestiegen war, wurde im Januar 1973 die „Erlöserkirche“ in Eglharting geweiht. 1974 wurde ein neues Rathaus fertiggestellt.

### Einwohnerentwicklung
Zwischen 1988 und 2018 wuchs der Markt von 7.272 auf 10.607 um 3.335 Einwohner bzw. um 45,9 %.

## Politik

### Gemeinderat
Nach den Gemeinderatswahlen seit 2014 ergaben sich folgende Sitzverteilungen im Gemeinderat von Kirchseeon:
| Partei/Liste | CSU | SPD | Grüne | UWG | FDP | FW | Gesamt |
| Sitze 2020   | 8   | 4   | 6     | 5   | 1   | –  | 24     |
| Sitze 2014   | 8   | 6   | 3     | –   | –   | 3  | 20     |

Zusätzlich gehört dem Gemeinderat der Erste Bürgermeister an.

### Bürgermeister
Erster Bürgermeister ist Jan Paeplow (CSU). Dessen Vorgänger war ab 2002 Udo Ockel. Dieser wurde bei der Kommunalwahl 2014 mit 52,3 % der gültigen Stimmen zuletzt im Amt bestätigt.

### Wappen
| Wappen Markt Kirchseeon | Blasonierung: „In Grün zwischen zwei bewurzelten goldenen Nadelbäumen ein silberner Nonnenschmetterling.“ |
| Wappen Markt Kirchseeon | Wappenbegründung: Die Nadelbäume symbolisieren die Lage der Gemeinde am Ebersberger Forst; ein Gemeindeteil heißt Forstseeon. In Verbindung mit dem Nonnenschmetterling erinnern die Bäume auch an die Geschichte von Kirchseeon. Die Siedlung entstand nach einer Naturkatastrophe 1889, bei der ein Großteil der umliegenden ausgedehnten Waldungen dem Nonnenfraß zum Opfer fiel. Zur Verarbeitung des anfallenden Holzes errichteten die Bayerischen Staatseisenbahnen 1889/90 ein großes Schwellenwerk, das sich zum Dorf Kirchseeon, dem Mittelpunkt der schnell wachsenden Industriegemeinde, entwickelte. 1959 wurde der Ort zum Markt erhoben. Dieses Wappen wird seit 1957 geführt. |

## Kultur

### Bauwerke

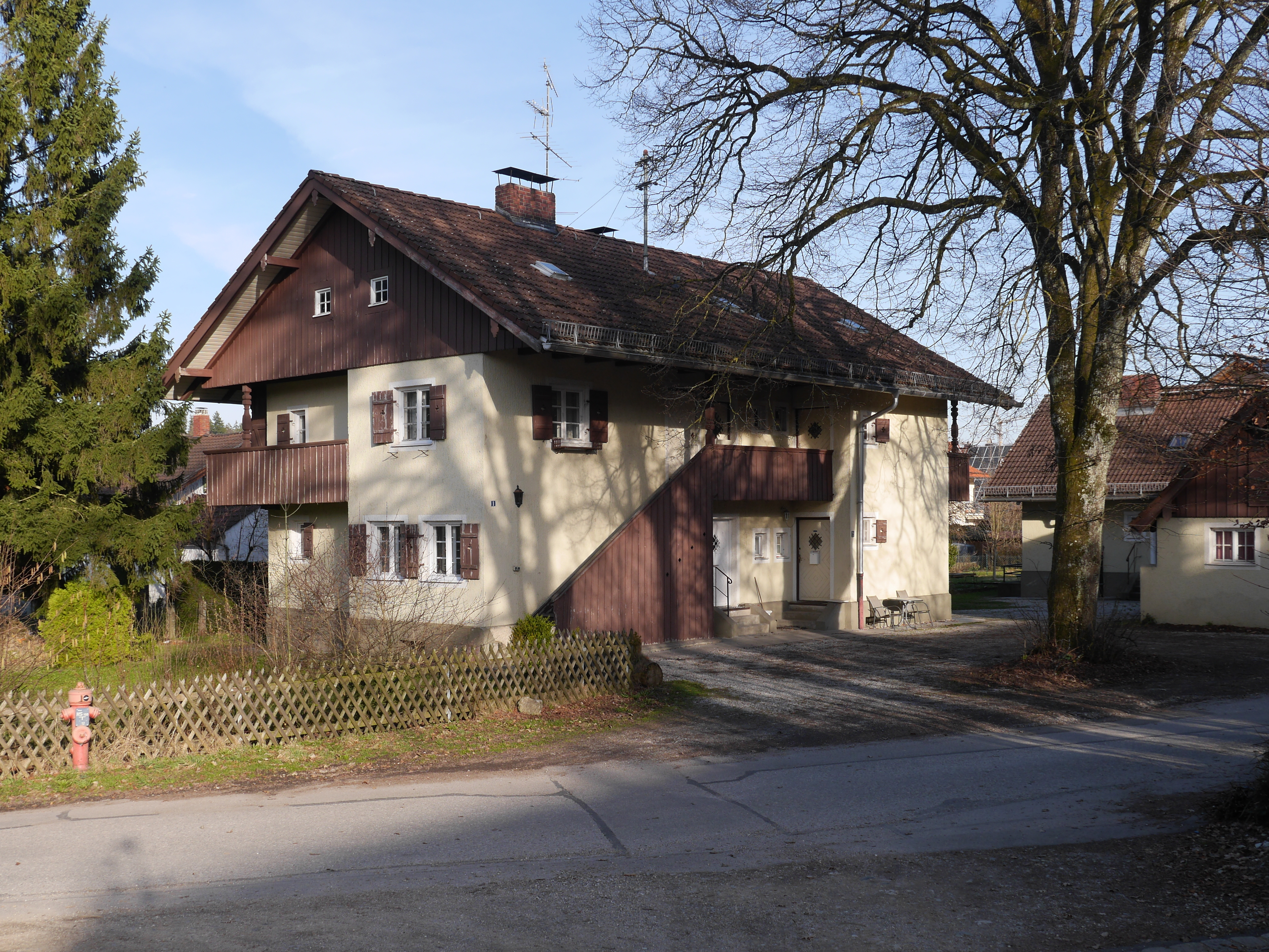
Denkmalgeschütztes Gebäude der Eisenbahnersiedlung

Entlang der Koloniestraße in Kirchseeon befindet sich die Eisenbahnersiedlung, auch Schwellenfabrikarbeitersiedlung genannt, die zwischen 1905 und 1906 errichtet wurde und aus sieben einzeln stehenden Mehrfamilienhäusern besteht. Die Wohnungsbewohner der Siedlung erhielten jeder einen Anteil Garten zur Selbstversorgung. Die Eisenbahnersiedlung steht seit 2013 unter Denkmalschutz. Der Straßenname geht auf die „Kolonisten“ zurück, Holzfäller-Familien, die um 1800 aus dem Bayerischen Wald kommend in Kirchseeon angesiedelt wurden.

### Regelmäßige Veranstaltungen
- Walpurgismarkt (Wochenende im April)
- Walpurgisnacht der Kirchseeoner Hexen (30. April)
- Maifeiertag am 1. Mai mit jährlichem Aufstellen eines Maibaums in einem der Ortsteile
- Weinfest Buch der SG Edelweiß Buch (Juni)
- Sojer Nacht in Kirchseeon-Dorf (Juni)
- Bürgerfest des Marktes Kirchseeon (erster Samstag im Juli)
- Eglhartinger Dorffest der Freiwilligen Feuerwehr Eglharting (dritter Samstag im Juli)
- Kathrein-Markt (Vorletztes Wochenende im November)
- Hobbykünstlermarkt (zusammen mit Kathreinmarkt)
- Kirchseeoner Perchtenlauf (An den Wochenenden im Dezember) – seit 2022 Immaterielles Kulturerbe in Bayern, 2024 folgte die Aufnahme in das Bundesweite Verzeichnis des immateriellen Kulturerbes
- Frühjahrs- und Vorweihnachtliches Konzert  (April bzw. Dezember) des Männerchores Markt Kirchseeon

### Museen

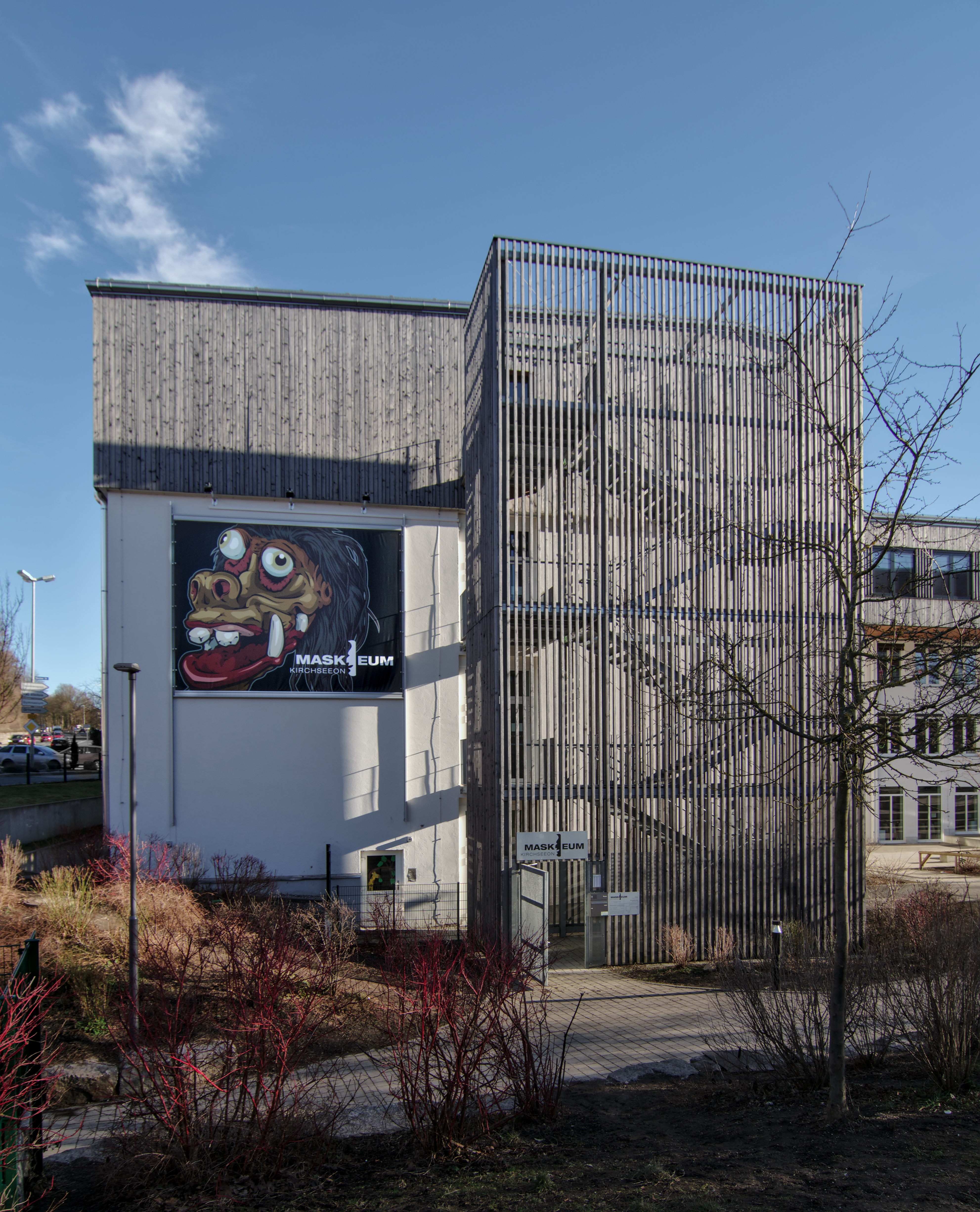
Maskeum

- Heimatmuseum von Oktober bis März, jeweils 2. Sonntag des Monats von 14 bis 16 Uhr
- Maskeum, Museum zum Kirchseeoner Perchtenlauf

### Freizeit
- Kirchseeon liegt direkt am Wildpark Ebersberg
- Das Hallenbad ist aufgrund Sanierungsbedarf seit 2023 geschlossen.

## Wirtschaft und Infrastruktur

### Wirtschaft
Vor Ort hat der Automobilzulieferer Hörmann Industries seinen Hauptsitz.

### Bildungseinrichtungen

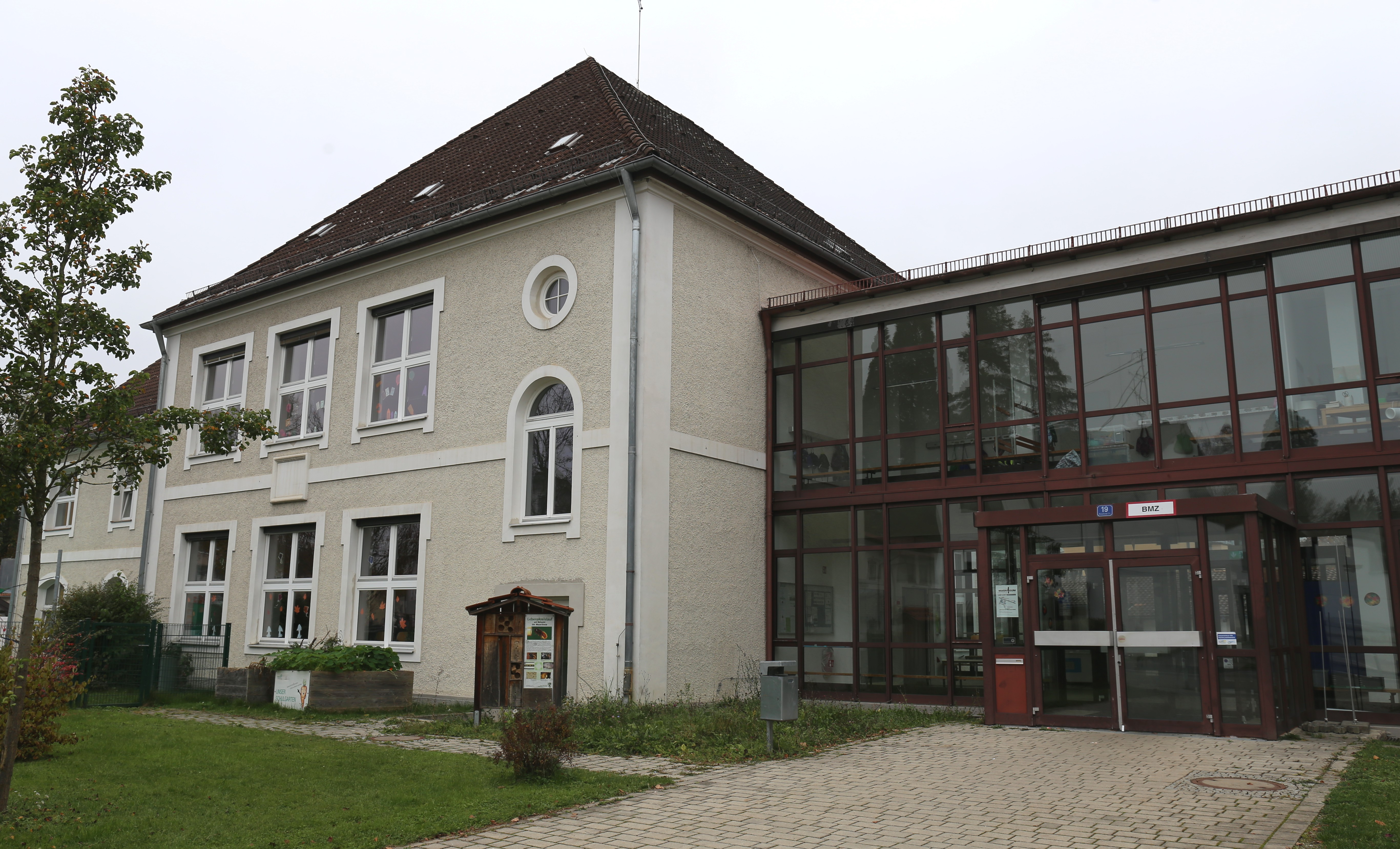
Grund- u. Mittelschule Kirchseeon

- In Kirchseeon und den Gemeindeteilen gibt es fünf Kindergärten und zwei Horte.
- Des Weiteren gibt es eine Grund- und Mittelschule mit je einem Standort in Kirchseeon und in Eglharting.[13][14]
- Das Staatliche Gymnasium Kirchseeon wurde am 16. September 2008 eröffnet.
- Die Zentrale des Berufsförderungswerks München mit Internatsgebäude befindet sich in Kirchseeon.
- Ein Berufsbildungswerk gibt es im Gemeindeteil Kirchseeon-Dorf

### Feuerwehr
Die Gemeinde verfügt über vier Freiwillige Feuerwehren: FF Kirchseeon Markt, FF Kirchseeon-Dorf, FF Eglharting und FF Buch.

### Verkehr

#### Straßenverkehr
Durch die Gemeinde Kirchseeon führt die Bundesstraße 304.

#### Eisenbahn

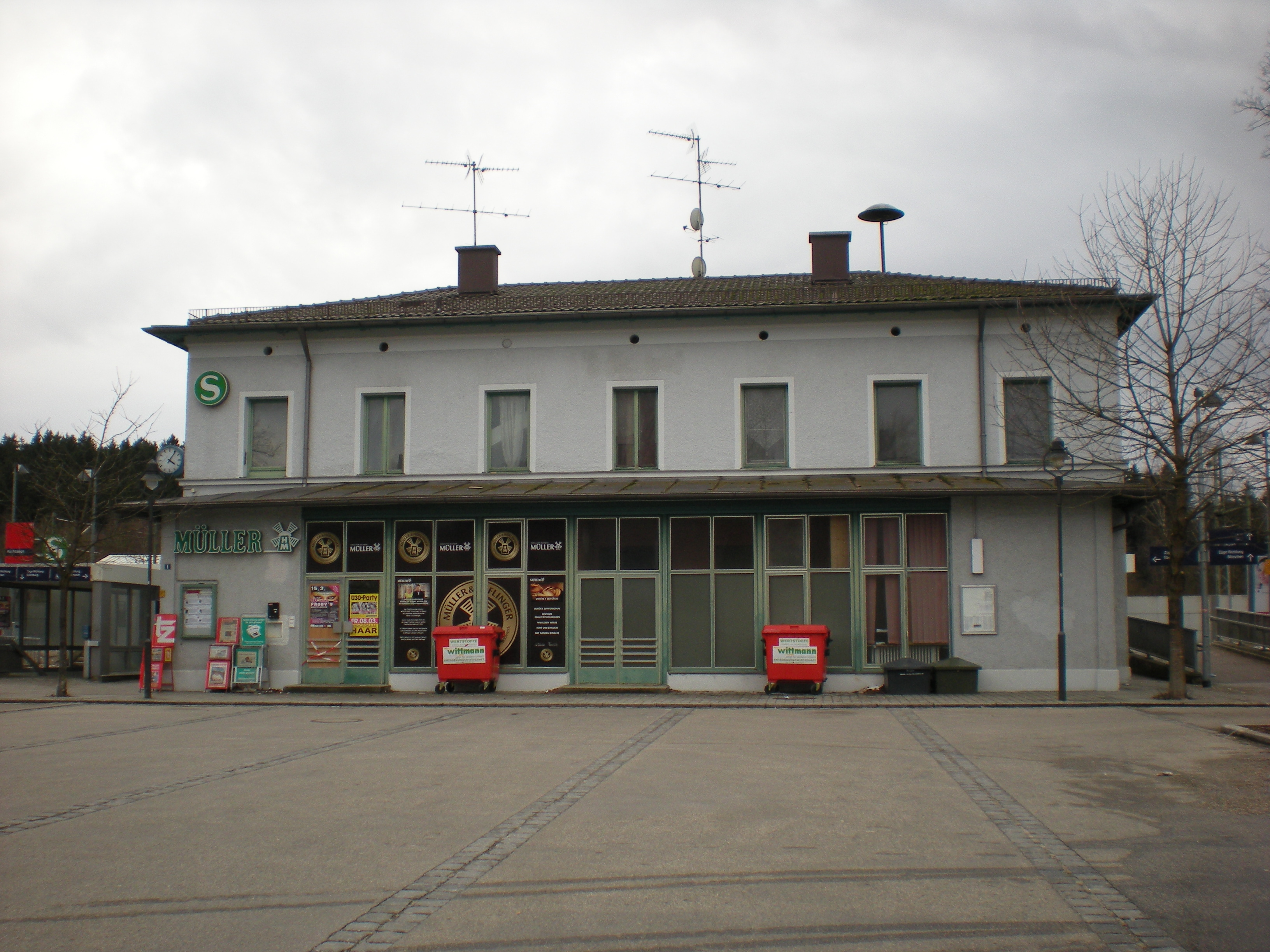
Empfangsgebäude des Bahnhofs Kirchseeon

Durch die Gemeinde Kirchseeon verläuft die Bahnstrecke München–Rosenheim (im Hauptort südlich der Ortsmitte). Die Bahnstrecke wurde am 15. März 1871 eröffnet, gleichzeitig ging der Bahnhof Kirchseeon in Betrieb. Aufgrund der wichtigen Bedeutung als Fernverkehrslinie in Richtung Süden und Südosten wurde die Bahnstrecke nach Rosenheim schon 1892 zweigleisig ausgebaut. 1897 wurde das östliche Vorortbahnnetz der Stadt München ausgebaut, dabei wurde der ebenfalls im Gemeindegebiet liegende Haltepunkt Eglharting, der am 1. Mai 1897 eröffnet wurde, eingerichtet. Südlich des Bahnhofs Kirchseeon befand sich außerdem ein Schwellenwerk, welches von 1869 bis 1958 in Betrieb war. Im Jahr 1927 folgte die Elektrifizierung der Strecke, der Bahnhof Kirchseeon war trotz der zahlreichen Schnellzüge auf der Strecke nur durch einfache Personenzüge an München und Grafing angeschlossen. Seit der Inbetriebnahme des Münchner S-Bahn-Netzes besteht von Kirchseeon aus ein 40-Minuten-Takt, seit dem 4-gleisigen Ausbau ein 20-Minuten-Takt nach München. Die Halte der Regionalverkehrszüge von München nach Rosenheim wurden jedoch ab 1972 aufgegeben. Heute besitzt der Bahnhof neben einem Empfangsgebäude den Hausbahnsteig und einen Seitenbahnsteig für den S-Bahn-Verkehr.
| Linie | Linienverlauf |
| ----- | --- |
| S4    | Geltendorf – Türkenfeld – Grafrath – Schöngeising – Buchenau – Fürstenfeldbruck – Eichenau – Puchheim – Aubing – Leienfelsstraße – Pasing – Laim – Hirschgarten – Donnersbergerbrücke – Hackerbrücke – Hauptbahnhof – Karlsplatz (Stachus) – Marienplatz – Isartor – Rosenheimer Platz – Ostbahnhof – Leuchtenbergring – Berg am Laim – Trudering (– Gronsdorf – Haar – Vaterstetten – Baldham – Zorneding – Eglharting – Kirchseeon – Grafing Bahnhof – Grafing Stadt – Ebersberg) |
| S6    | Tutzing – Feldafing – Possenhofen – Starnberg – Starnberg Nord – Gauting – Stockdorf – Planegg – Gräfelfing – Lochham – Westkreuz – Pasing – Laim – Hirschgarten – Donnersbergerbrücke – Hackerbrücke – Hauptbahnhof – Karlsplatz (Stachus) – Marienplatz – Isartor – Rosenheimer Platz – Ostbahnhof – Leuchtenbergring – Berg am Laim – Trudering – Gronsdorf – Haar – Vaterstetten – Baldham – Zorneding – Eglharting – Kirchseeon – Grafing Bahnhof – Grafing Stadt – Ebersberg  |

Der Bahnhof Kirchseeon wird heute im 20-Minuten-Takt von Zügen der S-Bahn-Linie S6, die von  Tutzing über Starnberg, München, Vaterstetten, Zorneding, Kirchseeon, Grafing nach Ebersberg führt (Stand Dezember 2017), bedient. In der Hauptverkehrszeit wird der Takt durch einzelne Fahrten der S-Bahn-Linie S4 von Geltendorf über Buchenau, Fürstenfeldbruck, München, Zorneding und Kirchseeon nach Grafing Bahnhof und Ebersberg verstärkt.

#### Öffentlicher Nahverkehr
Die Gemeinde liegt im Verbundgebiet des Münchner Verkehrs- und Tarifverbunds (MVV). Die Gemeinde ist nur an eine Buslinie des Verkehrsverbunds angeschlossen. Diese trägt die Liniennummer 442 und beginnt in Ebersberg. Die Buslinie verbindet von Ebersberg aus die nördlichen Ortsteile von Kirchseeon. Neben dem Bahnhof Kirchseeon wird der Haltepunkt in Eglharting bedient, von dort führt die Buslinie weiter nach Buch.

## Städtepartnerschaft
Mit der irischen Stadt Carrigaline besteht seit 2015 eine Partnerschaft.

## Persönlichkeiten
- Friedrich von der Leyen (1873–1966), Mediävist und Volkskundler
- Anneliese Friedmann (1927–2020), Journalistin, Verlegerin, Herausgeberin der Abendzeitung und Gesellschafterin des Süddeutschen Verlags
- Sebastian Anneser (1939–2018), römisch-katholischer Prälat und Domkapitular im Erzbistum München und Freising (in Kirchseeon lebend)
- Gregor Ebner (1892–1974), ärztlicher Leiter der SS-Organisation Lebensborn, die für „Arisierung“ und Verschleppung von Kindern aus den besetzten osteuropäischen Ländern verantwortlich war.
- Sepp Viellechner (* 1935), Volksmusiksänger
- Ludwig Waldleitner (1913–1998), Filmproduzent
- Hans Reupold, Günther Lohmeier, Texter und Komponisten (Schariwari)
- Ursula Bittner, von 1990 bis 2002 1. Bürgermeisterin des Marktes Kirchseeon; seit 2003 Bezirksrätin und seit 2008 stellvertretende Präsidentin des Bezirkstags Oberbayern
- Michael Winter (* 1976), Teilnehmer der Olympischen Sommerspiele 2008 in Peking